# Lexington Men O' War
Lexington Men O' War var ett amerikanskt professionellt ishockeylag som spelade i den amerikanska ishockeyligan East Coast Hockey League (ECHL) mellan 2002 och 2003, när laget lades ner. Namnet Men O' War var taget från den legendariska tävlingshästen Man O' War. Laget hade sitt ursprung från Macon Whoopee som spelade i ECHL mellan 2001 och 2002. 2005 blev Men O' War uppköpta och flyttades omedelbart till West Valley City i Utah, för att vara Utah Grizzlies. De spelade sina hemmamatcher i inomhusarenan Rupp Arena, som hade en publikkapacitet på 7 500 åskådare vid ishockeyarrangemang, i Lexington i Kentucky. Laget hade inget samarbete med något lag i NHL och AHL. De vann heller ingen Kelly Cup, som är trofén till det lag som vinner ECHL:s slutspel.
Spelare som spelade för dem var bland andra Mike Smith.